# طاقة متجددة بنسبة 100%

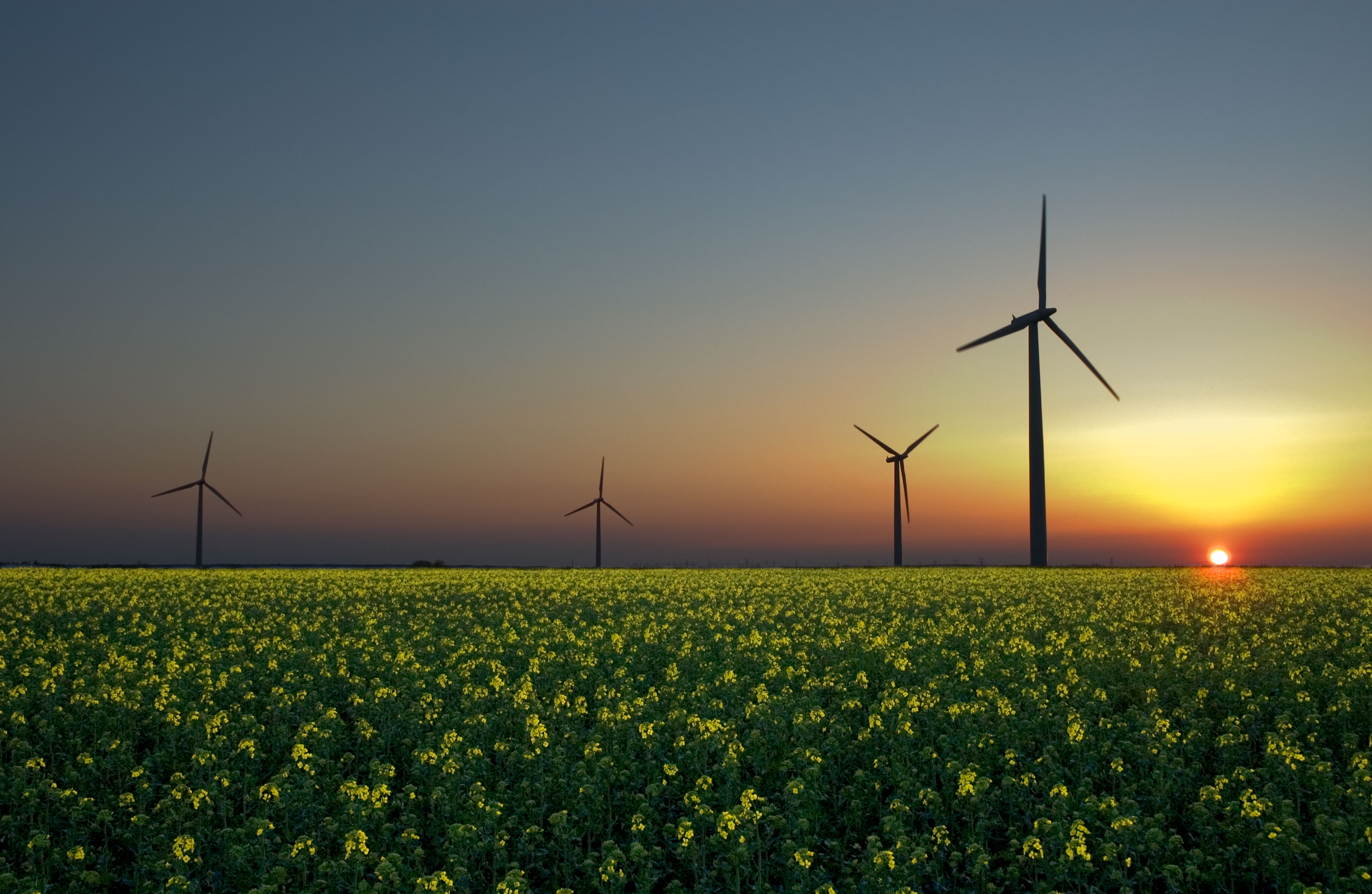

يتحقق نظام الطاقة المتجددة بنسبة 100% إذا كانت جميع مصادره من مصادر الطاقة المتجددة. تسعى البشرية إلى هذا النظام لاستخدامه في توليد الكهرباء، والتدفئة والتبريد، والنقل بسبب الاحتباس الحراري العالمي، والتلوث، وغيرهما من القضايا البيئية، فضلًا عن الشواغل الاقتصادية وأمن الطاقة. يتطلب تحويل إجمالي إمدادات الطاقة الأولية العالمية إلى مصادر متجددة تحولًا في نظام الطاقة، لأن أغلبها اليوم مستمد من الوقود الأحفوري غير المتجدد.
وفقًا للجنة الدولية للتغيرات المناخية، لا توجد سوى قيود تكنولوجية أساسية قليلة لإدماج تكنولوجيا الطاقة المتجددة لتلبية معظم إجمالي الطلب العالمي على الطاقة. نمت معدلات استخدام الطاقة المتجددة بسرعة أكبر مما توقعها مناصروها. ولكن بحلول عام 2019، اتضح أنه يلزم أن يكون النمو أكبر بستة أضعاف لوقف الاحتباس الحراري العالمي عند حد 2 درجة مئوية (3.6 درجة فهرنهايت).
يشكل هدف استخدام الطاقة المتجددة بنسبة 100٪ في أي بلد تحديًا أكبر من محايدة الكربون، إذ يهدف الأخير إلى التخفيف من حدة الاحتباس الحراري، وهو ما تقرره العديد من البلدان سياسيًا، وقد يتحقق أيضًا من خلال موازنة البصمة الإجمالية الكربونية للبلد (وليس فقط الانبعاثات من الطاقة والوقود) مع الحد من ثاني أكسيد الكربون، ومشاريع الكربون عالميًا.
في عام 2014، شكلت مصادر الطاقة المتجددة مثل: الرياح، والطاقة الحرارية الأرضية، والطاقة الشمسية، والكتلة الحيوية، والنفايات المحروقة ما نسبته 19% من إجمالي الطاقة المستهلكة في جميع أنحاء العالم، وكان نصفها تقريبًا مستمدًا من الاستخدام التقليدي للكتلة الحيوية. أكبر القطاعات استخدامًا للطاقة المتجددة هو قطاع الكهرباء، إذ بلغت حصته منها 22.8٪، معظمها من الطاقة المائية بنسبة 16.6٪، تليها الرياح بنسبة 3.1٪. اعتبارًا من عام 2018، ووفقًا لشبكة سياسة الطاقة المتجددة للقرن الواحد والعشرين (REPN21)، فإن التحول يتسارع في قطاع الطاقة، ولكن هناك حاجة إلى اتخاذ إجراءات عاجلة في التدفئة والتبريد والنقل. هناك أماكن كثيرة حول العالم ذات شبكات تعمل بشكل حصري تقريبًا على الطاقة المتجددة. على المستوى الدولي، فإن هناك ما لا يقل عن 30 دولة تمتلك بالفعل نظام طاقة متجددة يساهم بأكثر من 20٪ من إمدادات الطاقة لديها.
وفقًا لمراجعة 181 بحثًا حول الطاقة المتجددة بنسبة 100%، والتي نشرت حتى عام 2018، «تسلط الغالبية العظمى منها الضوء على الجدوى التقنية والقدرة الاقتصادية لأنظمة الطاقة المتجددة بنسبة 100%». في حين ما يزال هناك العديد من المنشورات التي تركز على قطاع الكهرباء فقط، فإن هناك عددًا متزايدًا من الأبحاث والمنشورات التي تغطي مختلف قطاعات الطاقة، ونظم الطاقة المتكاملة المقترنة بالقطاعات. يُنظر إلى هذا النهج الشامل لعدة قطاعات على أنه سمة هامة لنظم الطاقة المتجددة بنسبة 100%، ويستند إلى افتراض «أنه لا يمكن إيجاد أفضل الحلول إلا إذا تم التركيز على أوجه التآزر والتكامل بين قطاعات» نظم الطاقة مثل: الكهرباء، أو الحرارة، أو النقل، أو الصناعة.
طوّر الأستاذان إس باكالا وروبرت سوكولو من جامعة برينستون سلسلة من «أوتاد تثبيت المناخ» يمكنها أن تسمح لنا بالحفاظ على نوعية حياتنا مع تجنب الاحتباس الحراري الكارثي، وتشكل مصادر «مصادر الطاقة المتجددة» في مجملها العدد الأكبر من هذه «الأوتاد».
قال مارك زد. جاكوبسون، أستاذ الهندسة المدنية والبيئية بجامعة ستانفورد، ومدير برنامج الغلاف الجوي والطاقة التابع لها، أن إنتاج كل الطاقة الجديدة من طاقة الرياح، والطاقة الشمسية، والطاقة المائية بحلول عام 2030 أمر ممكن، وأنه يمكن استبدال ترتيبات إمدادات الطاقة الحالية بحلول عام 2050. تعتبر العوائق والحواجز التي تعترض تنفيذ خطة الطاقة المتجددة «اجتماعية وسياسية في المقام الأول، وليست تكنولوجية أو اقتصادية». يقول جاكوبسون أن تكاليف الطاقة اليوم مع نظام طاقة الرياح، والطاقة الشمسية، والمائية يجب أن تكون مشابهة لتكاليف الطاقة الحالية من الاستراتيجيات الأخرى الفعالة من حيث التكلفة، والعقبة الرئيسية التي تقف في وجه ذلك هي الافتقار إلى الإرادة السياسية، وقد شكك باحثون آخرون في استنتاجاته وكانت موضع خلاف. رد جاكوبسون على كل اعتراضاتهم، وادعى أن المؤلفين كانا مدفوعين بالولاء لتقنيات الطاقة التي استبعدتها ورقة 2015.
بالمثل، لاحظ المجلس الوطني المستقل للبحوث في الولايات المتحدة «وجود موارد محلية كافية من مصادر الطاقة المتجددة تسمح بتوليد الكهرباء في المستقبل، وبالتالي المساعدة على مواجهة القضايا المتعلقة بالاحتباس الحراري، وأمن الطاقة، وزيادة تكاليف الطاقة... والطاقة المتجددة خيار ملفت للانتباه لأن الموارد المتجددة المتاحة في الولايات المتحدة، مجتمعة، يمكن أن توفر كميات من الكهرباء أكبر بكثير من إجمالي الطلب المحلي الحالي أو المتوقع.» 
إن العوائق الرئيسية التي تحول دون تنفيذ استراتيجيات الطاقة المتجددة ومنخفضة الكربون هي عوائق سياسية وليست تكنولوجية. وفقًا لتقرير Post Carbon Pathways (بالعربية:مسارات ما بعد الكربون) لعام 2013، والذي استعرض العديد من الدراسات الدولية، فإن العوائق الرئيسية هي: إنكار الاحتباس الحراري، ولوبي الوقود الأحفوري، والتقاعس السياسي، واستهلاك الطاقة غير المستدام، والبنية التحتية القديمة للطاقة، والقيود المالية.

## خلفية تاريخية
اقتُرحت فكرة استخدام الطاقة المتجددة بنسبة 100٪ في دورية «ساينس» من الفيزيائي الدنماركي بنت سورينسن في عام 1975، وأعقبتها عدة اقتراحات أخرى. في عام 1976، صاغ محلل سياسات الطاقة أموري لوفينز مصطلح «مسار الطاقة المعتدل» لوصف مستقبل بديل حيث تحل كفاءة الطاقة ومصادر الطاقة المتجددة المناسبة، بشكل ثابت، محل نظام الطاقة المركزي القائم على الوقود الأحفوري والنووي.
في عام 1998، نُشر أول تحليل مفصل لسيناريوهات تتضمن استخدام حصص عالية جدًا من مصادر الطاقة المتجددة. أعقب ذلك أول سيناريوهات مفصلة لاستخدامها بنسبة 100٪. في عام 2006، نشر شيش (بالألمانية: Czisch ) أطروحة دكتوراة يبين فيها أن العرض في سيناريو استخدام الطاقة المتجددة بنسبة 100% يمكن أن يطابق الطلب في كل ساعة من السنة في أوروبا وشمال إفريقيا. في نفس العام، نشر أستاذ الطاقة الدانماركي هنريك لوند أول ورقة يتناول فيها أفضل مزيج من مصادر الطاقة المتجددة، وتبعتها عدة أوراق أخرى بشأن الانتقال إلى الطاقة المتجددة بنسبة 100% في الدنمارك. منذ ذلك الحين، نشر لوند عدة أوراق حول سيناريو استخدام الطاقة المتجددة بنسبة 100٪. بعد عام 2009 زادت المنشورات في هذا المجال بشكل ملحوظ، حيث غطت السيناريو في العديد من بلدان أوروبا، وأمريكا، وأستراليا، وأجزاء أخرى من العالم.
نما استخدام الطاقة المتجددة أسرع بكثير مما توقعه المناصرون. تولد توربينات الرياح ما نسبته 39% من الكهرباء الدانمركية، كما تملك الدنمارك محطات تحويل نفايات إلى طاقة، وتشكل الرياح والكتلة الحيوية معًا حوالي 44% من الكهرباء التي يستهلكها سكان البلد المكون من ستة ملايين نسمة. في عام 2010، كان حوالي نصف استهلاك سكان البرتغال، وثلث استهلاك سكان إسبانيا من الكهرباء من مصادر طاقة متجددة.
يدعم العامة استخدام الطاقة المتجددة بشكل قوي، فمثلًا، في أمريكا، أظهر استطلاع غالوب عام 2013 أن اثنين من كل ثلاثة أمريكيين يريدون أن تزيد دولتهم من إنتاج الطاقة المحلية باستخدام الطاقة الشمسية (76٪) ، وطاقة الرياح (71٪)، والغاز الطبيعي (65٪). أرادت نسبة أقل بكثير الاستمرار في إنتاج النفط (46٪)، والطاقة النووية (37٪). وحصل الفحم على أقل تصويتات، إذ أراد واحد من كل ثلاثة أمريكيين الاستمرار في هذا الخيار.

## كهرباء نظيفة بنسبة 100%
تعتبر مصادر توليد الكهرباء الأخرى غير مصادر الطاقة المتجددة نظيفة، لأنها لا تطلق ثاني أكسيد الكربون أو غيره من غازات الدفيئة والملوثات الهوائية، أكبرها هو الطاقة النووية التي لا تنتج أي انبعاثات. ربما ما تزال مشاريع احتجاز وتخزين ثاني أكسيد الكربون تستخدم الفحم أو الغاز الطبيعي، ولكنها تلتقط ثاني أكسيد الكربون للتخزين أو للاستخدامات البديلة. تشمل المسارات الرامية إلى القضاء على غازات الاحتباس الحراري هذه المسارات بالإضافة إلى الطاقة المتجددة من أجل تجنب إغلاق المحطات القائمة والسماح بالمرونة في تصميم شبكة كهربائية خالية من الكربون.

## العوائق
إن أبرز العوائق التي تحول دون تنفيذ نظم الطاقة المتجددة واستراتيجيات الطاقة منخفضة الكربون بمعدل يمنع الاحتباس الحراري الجامح، هي في المقام الأول حواجز سياسية وليست تكنولوجية. وفقًا لتقرير Post Carbon Pathways (بالعربية: مسارات ما بعد الكربون) الصادر عام 2013، والذي استعرض العديد من الدراسات الدولية، فإن العقبات الرئيسية تتمثل في:
- إنكار الاحتباس الحراري
- الجهود المبذولة لإعاقة قطاع الطاقة المتجددة من قطاع الوقود الأحفوري
- العجز السياسي
- استهلاك الطاقة والموارد غير المستدام
- تبعيات المسار والبنية الأساسية القديمة
- القيود المالية والإدارية

يناقش عالم المناخ في ناسا جيمس هانسن المشكلة من ناحية مرحلة التخلص السريع من الوقود الأحفوري، وقال أنه في حين يمكن تصورها في أماكن مثل نيوزيلاندا والنرويج، «ما يشير إلى أن مصادر الطاقة المتجددة سوف تسمح لنا بالتخلص التدريجي من الوقود الأحفوري في الولايات المتحدة أو الصين أو الهند أو العالم ككل هو تقريبا ما يعادل الإيمان في أرنب الفصح وجنية الأسنان.»